# Соколов, Александр Васильевич (богослов)
Александр Васильевич Соколов (1824, Тверская губерния — 1881, Тверь) — русский церковный деятель, протоиерей, богослов и историк; ректор Тверской духовной семинарии.

## Биография
Родился 22 августа (3 сентября) 1824 года в ныне не существующем селе Пухлема в Калязинском уезде Тверской губернии в семье дьяка. Учился в Тверской духовной семинарии и Московской духовной академии, откуда в 1850 году вышел со степенью магистра богословия. В дальнейшем стал преподавателем в Тверской духовной семинарии, а также в Тверской Мариинской женской гимназии. В 1861 году рукоположён в сан священника. С 1870 года занимал должность ключаря тверского кафедрального Спасо-Преображенского собора, двумя годами позже избран ректором Тверской духовной семинарии. В 1880 году оставил должность ректора, причём в своих воспоминаниях Н. П. Розанов упоминает о недобровольном характере ухода.
Также известен как богослов и историк: в 1864 году выпустил жизнеописание князя Михаила Тверского, переиздававшееся и позднее. Книга интересна в том числе своим художественным оформлением и стала важной вехой в истории тверского книгоиздания (первая литографированная книга, изданная в Твери).
Умер 16 (28) декабря 1881 года, похоронен на Иоанно-Предтеченском кладбище Твери.